# Сурларі
Сурларі (рум. Surlari) — село у повіті Ілфов в Румунії. Входить до складу комуни Петрекіоая.
Село розташоване на відстані 22 км на північний схід від Бухареста, 132 км на південний схід від Брашова.

## Населення
За даними перепису населення 2002 року у селі проживали 486 осіб. Усі жителі села рідною мовою назвали румунську.
Національний склад населення села:
| Національність | Кількість осіб | Відсоток |
| -------------- | -------------- | -------- |
| румуни         | 475            | 97,7%    |
| цигани         | 11             | 2,3%     |